# لادا پریورا
لادا پریورا (Lada Priora) خودرویی است که از سال ۲۰۰۷ تا ۲۰۱۸ در روسیه تولید شده‌است. طراحی آن موتور جلو و خودرو محور جلو بوده است. سیستم جعبه‌دندهٔ آن ۵ دنده به صورت دستی است.

## نگارخانه

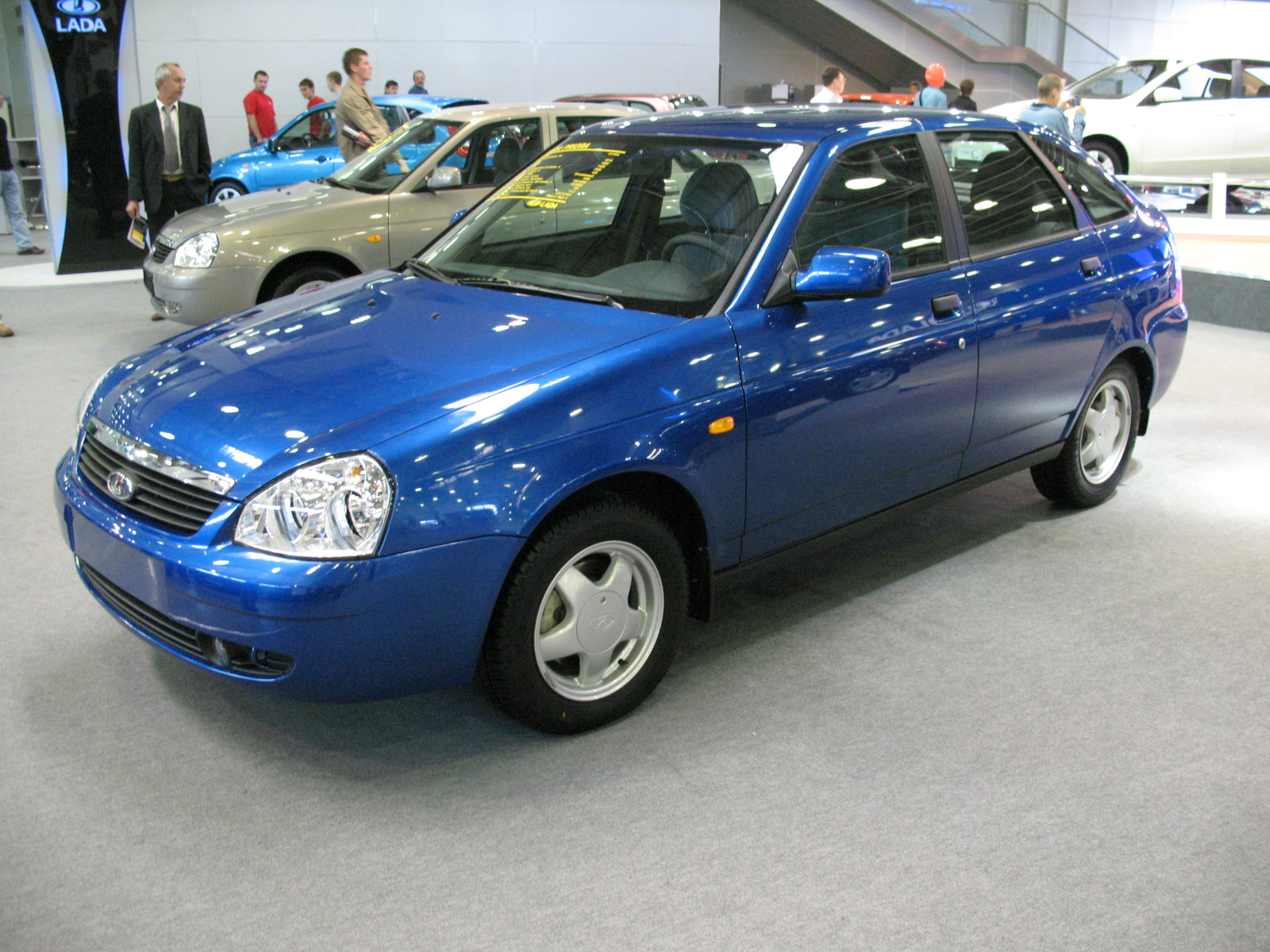
Lada Priora 2172 hatchback
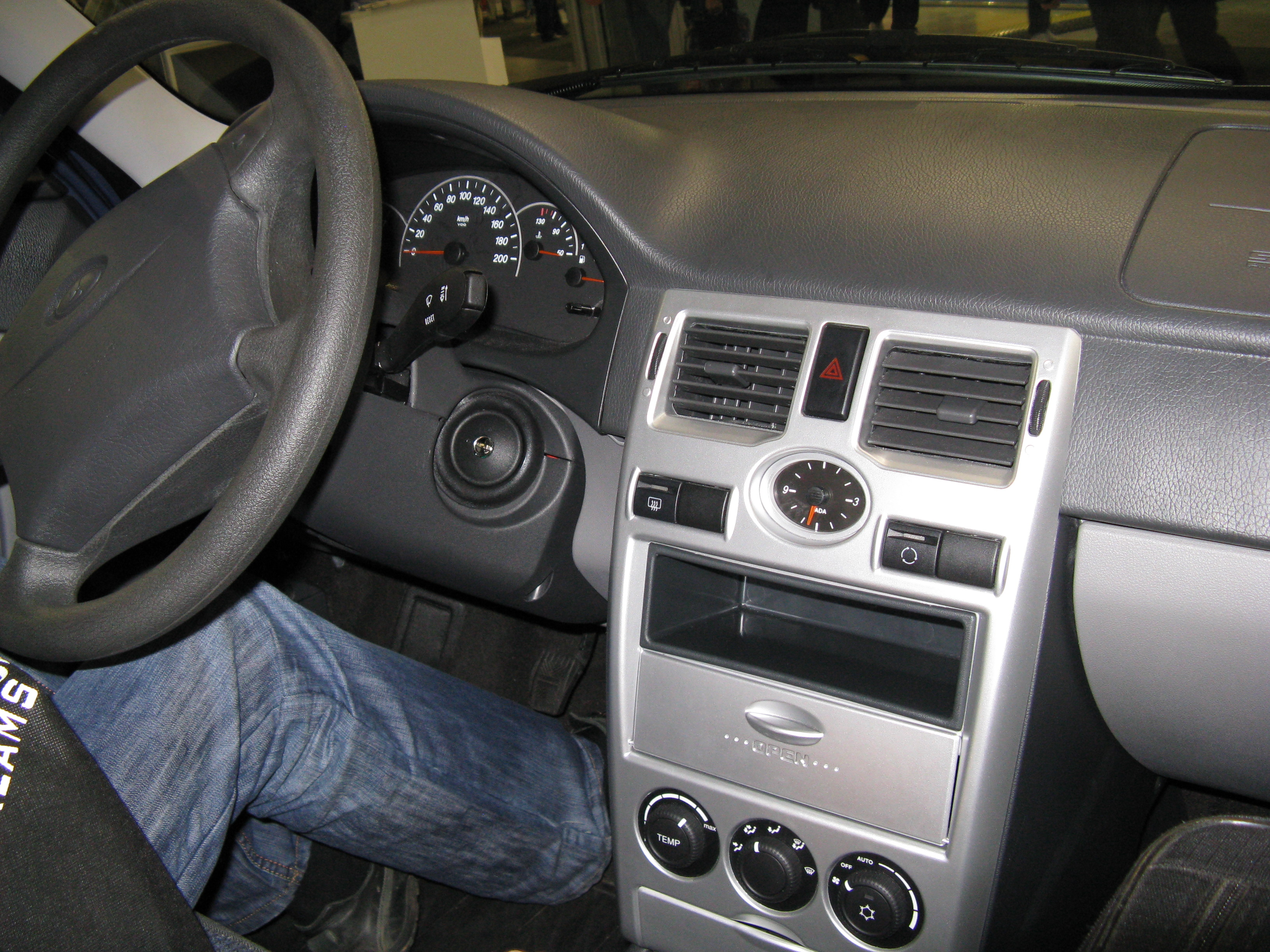
Interior
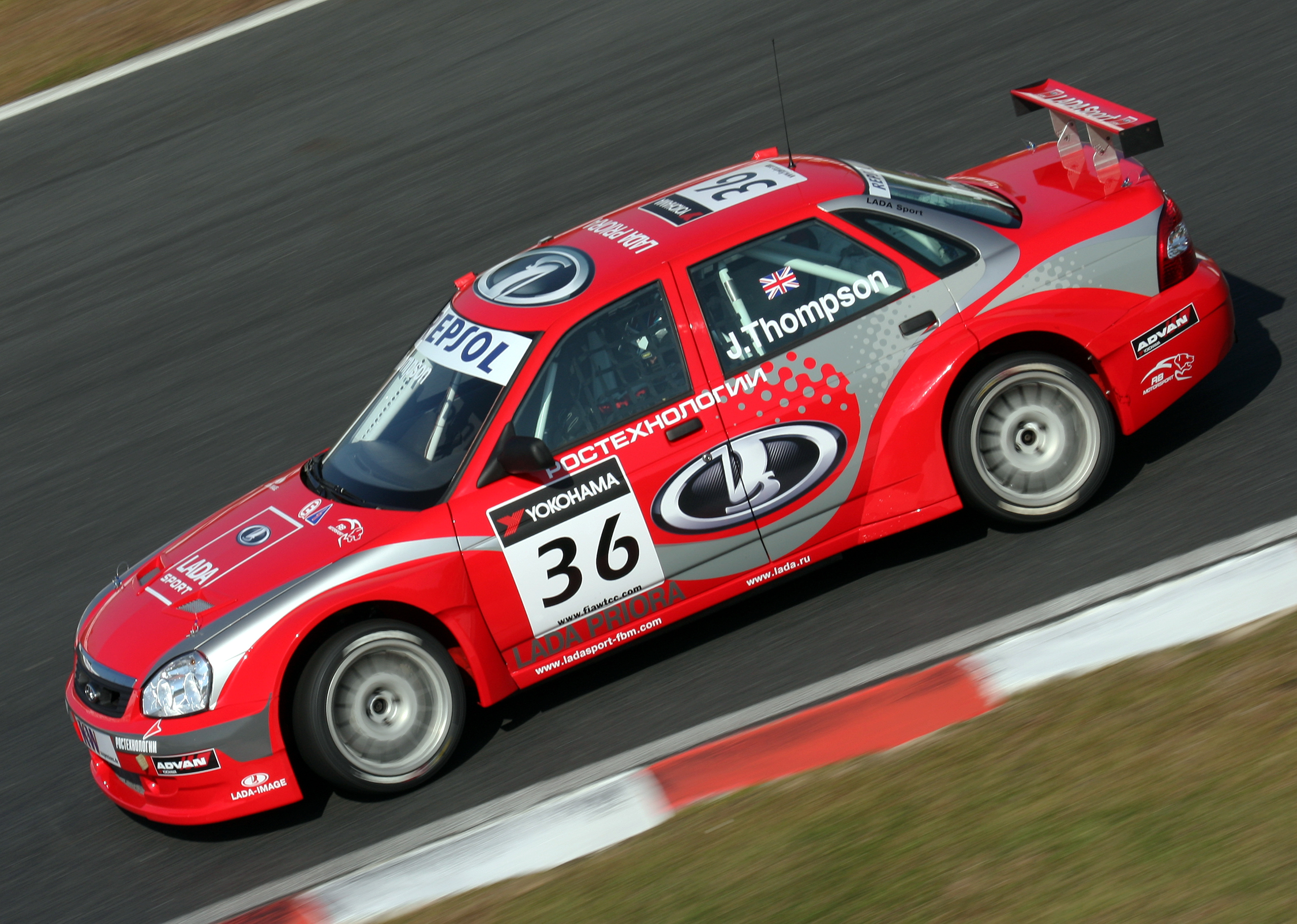

- [[James Thompson (racing driver)|James Thompson]] driving a [[Russian Bears Motorsport|Lada Sport]] entered Priora during the [[2009 World Touring Car Championship season]]